# بنداموستین
بنداموستین (انگلیسی: Bendamustine؛ تلفظ انگلیسی: بنداماستین) که با نام تجاری تریندا (Treanda) هم شناخته می‌شود، یک داروی شیمی‌درمانی است که در درمان لوسمی مزمن لنفاوی، مولتیپل میلوما و لنفوم غیر هوچکینی بکار می‌رود. این دارو از طریق تزریق داخل‌وریدی تجویز می‌شود.
عوارض جانبی شایع عبارتند از: کاهش سلول‌های خونی، تب، تهوع، اسهال، کاهش اشتها، سرفه و راش پوستی. عوارض جانبی شدید هم شامل واکنش آلرژیک و افزایش احتمال ابتلا به عفونت‌هاست. مصرف این دارو در دوران بارداری ممکن است به جنین صدمه بزند.
بنداموستین از طریق تداخل در عملکرد دی‌ان‌ای و آران‌ای اثر می‌کند و جزءِ عوامل آلکیله کننده است. این دارو ابتدا از نیتروژن موستارد ساخته شد.
این دارو در سال ۲۰۰۸ میلادی توسط سازمان غذا و دارو آمریکا پذیرفته شد و هم‌اکنون جزءِ داروهای ضروری سازمان جهانی بهداشت است که مجموعه‌ای از مؤثرترین و بی‌خطرترین داروها در سیستم سلامت هستند.
بنداموستین در انگلستان، ۲۷۵٫۸۱ پوند استرلینگ به‌ازای هر ویال ۱۰۰ میلی‌گرمی برای سرویس سلامت همگانی (ان‌اچ‌اس) هزینه دارد.